# Iszety
Az Iszety (oroszul: Исеть) folyó Oroszország ázsiai részén, a Középső-Urálban és Nyugat-Szibériában, a Tobol bal oldali mellékfolyója.

## Földrajz
Hossza: 606 km, vízgyűjtő területe: 58 900 km². 
A Középső-Urál és keleti előtere sűrűn lakott, erősen iparosodott vidékének folyója. Jekatyerinburgtól északnyugatra, az Iszetszkoje-tóból ered. A Szverdlovszki terület déli és a Kurgani terület északi vidékén folyik, majd a Tyumenyi terület délnyugati részén, Jalutorovszk közelében ömlik a Tobolba. 
Kezdetben dél felé tart és a 18–19. században eredetileg ipari célokra kialakított mesterséges tavakon folyik keresztül, közülük néhány a mai Jekatyerinburg területén fekszik. A várost elhagyva a folyó délkelet felé, a Nyugat-szibériai-alföldön széles völgyben folytatja útját; a Kurgani területen fokozatosan keleti, majd északkeleti irányba fordul és így éri el a Tobolt. Novembertől áprilisig befagy. 
Legnagyobb, jobb oldali mellékfolyói:
- Miassz (658 km)
- Tyecsa (243 km)
- Szinara (148 km).

## Városok, szennyezés
Az Iszety völgyében évszázadok óta bányásztak vasércet, a 19. századtól pedig aranyat és más érceket is; a folyó mentén üzemek, városok épültek. A legnagyobb városok egyben a legnagyobb ipari (kohászati, gépipari) központok is: a Szverdlovszki területen Jekatyerinburg és Kamenszk-Uralszkij, a Kurgani területen Sadrinszk. 
A folyó felső szakaszán terül el Jekatyerinburg, Oroszország negyedik legnagyobb lélekszámú városa, az Urál egyik legjelentősebb nehézipari központja és vasúti csomópontja. A város létesítményei és nagy iparvállalatai rendkívüli mértékben szennyezik az Iszety vizét. Lejjebb a folyó öntisztuló képessége következtében a víz minősége javul; az alsó szakaszon Kamenszk-Uralszkij színesfémipari üzemei ismét nagyon sok szennyező anyagot bocsátanak ki. A Kurgani területen nincsenek ilyen nagy szennyező források, de itt ömlik a folyóba a Tyecsa, melynek forrásvidékén 1957 őszén tartós hatású radioaktív szennyezés történt, és itt éri el a folyót a Cseljabinszk ipari szennyvizeit szállító Miassz is. 
Az Iszety torkolatvidékén, az Iszety–Tobol közén „Ingali völgy” (Ingalszkaja dolina) néven 1500 km² területű régészeti emlékhelyet alakítottak ki. Sűrűn egymás mellett találhatók itt különböző korokból származó ősi települések, temetkezési helyek nyomai, ahonnan kő-, bronz- és vaskori leletek sokasága került elő. 